# Містобудування
Містобудува́ння — комплексна багатогранна діяльність суспільства, спрямована на створення матеріально-просторового середовища життєдіяльності людини в поселеннях та районах розселення.
Галузь науки і техніки, яка веде дослідження інженерно-технічних, соціально-економічних та екологічних проблем формування життєвого середовища, що включає конструювання систем населених місць, їх планування й забудови.
В межах спеціальності проводиться: розроблення методології аналізу та синтезу різноманітних типів містобудівних об'єктів (регіонів, міст, сіл та їх структурних елементів), створення теоретичних підстав сучасного містобудування, обґрунтування державної містобудівної політики, інформаційного забезпечення містобудівної діяльності.
Результати досліджень мають сприяти забезпеченню процесів управління розвитком населених місць та територій, планування забудови, реконструкції та експлуатації населених місць та регіонів відповідно до потреб населення й виробництва.

## Основні визначення

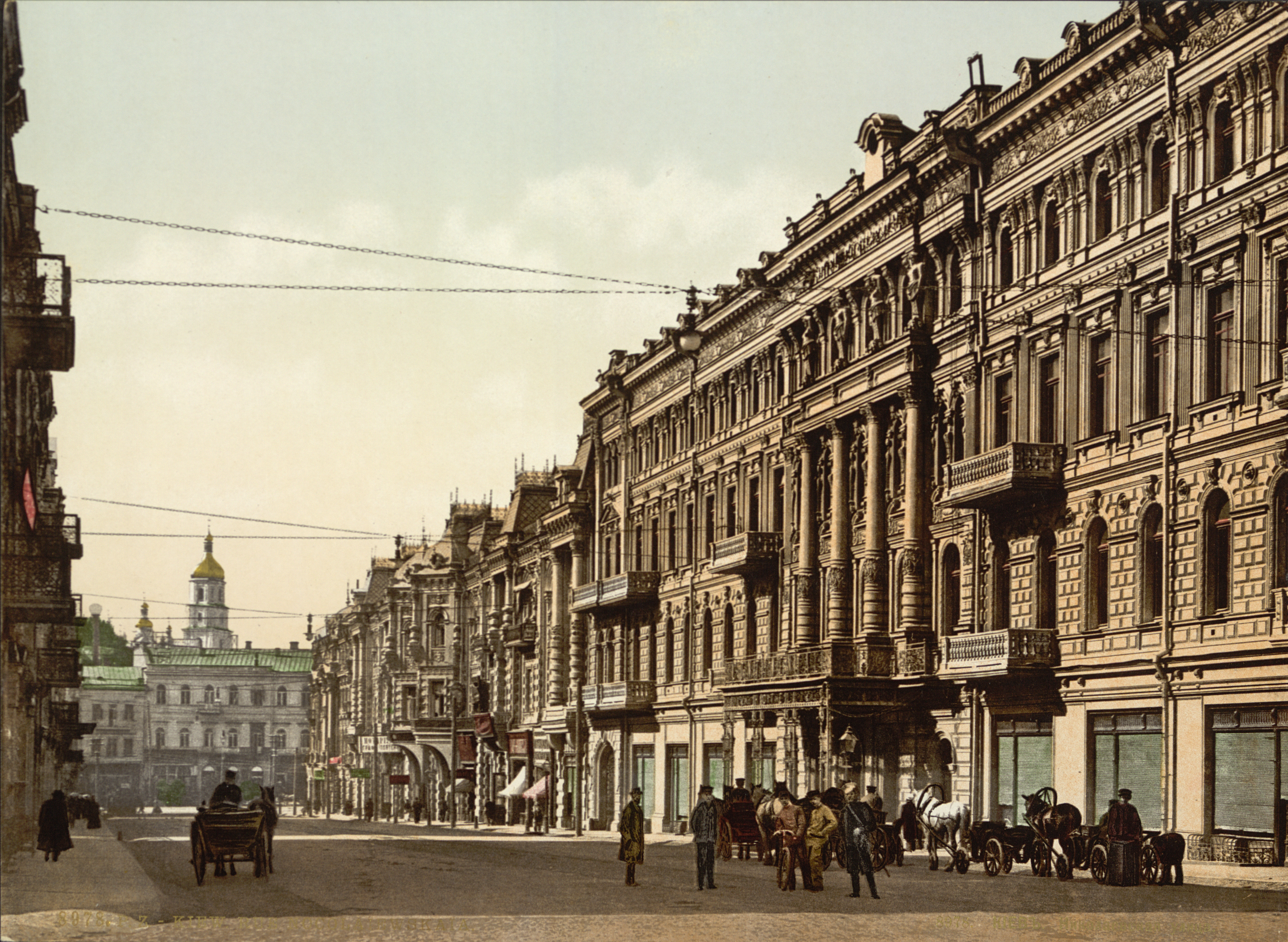
Київ. Миколаївська вулиця

Хмарочоси Києва

Містобудівна діяльність охоплює дослідження, проєктування та управління процесами реалізації заходів, що визначають формування і розвиток функціональної та архітектурно-планувальної структури населених місць і районів згідно з демографічними, соціальними, економічними вимогами та природно-екологічними умовами; розвиток інженерної та транспортної інфраструктури; збереження і збагачення оточуючого середовища. Засобами вирішення містобудівних завдань є раціональна планувальна організація території та узгоджене взаєморозташування житлових районів, виробничих комплексів, рекреаційних зон, громадських центрів тощо.
Містобудування спрямоване на створення міських ансамблів, що поєднують споруди з природним оточенням. Масштаб та характер об'єктів визначають особливості архітектурної творчості в містобудуванні, заснованої на принципах історичної спадкоємності, що віддзеркалює об'єктивні умови безперервного процесу розвитку населених місць.

## Завдання містобудування
- Наукове визначення територіально-містобудівних об'єктів і систем міського господарства, їх функціональних, планувальних параметрів та критеріїв оцінки, розроблення основ їх типології.
- Теорія, методологія, прийоми інженерно-планувального та об'ємно-просторового формування й реконструкції містобудівних об'єктів різних типів.
- Інженерно-технічні, соціально-економічні, екологічні, технологічні чинники, що впливають на формування життєвого середовища.
- Методи оптимізації архітектурно- та інженерно-планувальних рішень населених місць і регіонів з урахуванням особливостей соціально-демографічних, економічних, екологічних процесів, природних умов на базі сучасних інформаційних технологій.
- Технологія комплексу проєктно-планувальних робіт, управління процесами функціонування й розвитку регіонів, міст і сіл з використанням методів та засобів прикладної інформатики, евристичних методів творчості у містобудівному проєктуванні.
- Методи багатофакторної оцінки якостей містобудівних рішень на різних фазах та стадіях проєктування.
- Методи створення та ведення містобудівного кадастру населених пунктів, містобудівних банків даних, інших територіальних інформаційних систем (ТІС).
- Закономірності й тенденції розселення, організації виробничої діяльності, функціонування об'єктів міського господарства, соціальної сфери, міських транспортних систем, вулично-шляхової мережі та їх елементів, систем інженерного обладнання й інженерної підготовки території, благоустрою, ландшафтної архітектури.
- Урбоекологія, ресурсозбереження.
- Економіка містобудування, оцінка території.

Головними напрямами містобудівної діяльності є:
- розробка і реалізація містобудівної документації;
- визначення територій, вибір, вилучення (викуп) і надання земель для містобудівних потреб;
- розміщення будівництва житлово-цивільних, виробничих та інших об'єктів, формування містобудівних ансамблів і ландшафтних комплексів, зон відпочинку та оздоровлення населення;
- створення соціальної, інженерної і транспортної інфраструктур територій та населених пунктів;
- захист життєвого та природного середовища від шкідливого впливу техногенних і соціально-побутових факторів, небезпечних природних явищ;
- збереження пам'яток архітектури і містобудування, історичного середовища, природного ландшафту;
- розвиток національних і культурних традицій в архітектурі і містобудуванні;
- забезпечення високих архітектурно-планувальних, функціональних і конструктивних якостей об'єктів містобудування;
- розробка правових актів, державних стандартів, норм і правил, пов'язаних з містобудуванням;
- контроль за дотриманням містобудівного законодавства;
- підготовка кадрів для містобудування, підвищення їх кваліфікації.

Проблеми: безпланова, скупчена забудова, незадовільне санітарне забезпечення, шумове та світлове забруднення, забруднення повітря.
Вирішення проблем: раціональне планування забудови, обмеження росту дуже великих міст, натомість розвиток малих, правильний вибір території, її розподіл на зони (житлова, промислова, комунально-складська, зовнішнього транспорту, приміська).
Враховуючи всі види благоустрою для житлової зони найкраща забудова — мікрорайони — краще організовувати водогін, каналізацію, мережу закладів медичного, побутового, фізкультурного обслуговування населення. Треба враховувати відстані до місця роботи, проживання, шляхи пересування.

## Об'єкти містобудування
Об'єктами містобудування є:
- територія країни та території її адміністративно-територіальних одиниць;
- функціональні території (зони) адміністративно-територіальних одиниць (житлові, виробничі, рекреаційні, комунальні, охорони нерухомої культурної та природної спадщини та інші);
- будинки і споруди, їх комплекси;
- комунікації та споруди інженерної і транспортної інфраструктури.

## Вивчення та дослідження містобудування
- Історія містобудування

У 1981–1983 рр. на УТ-1 транслювалася передача (ділова телегра) «Урбаністика», де на прикладі Києва генерувалися ідеї, яким бути місту майбутнього.
- Теорія містобудування

### Спеціалізації
- Ландшафтна архітектура

## Практичне втілення
На процеси практичного формування міського простору за часів СРСР вплинула централізація містобудування і архітектури. Склався тип радянського міста зі своєрідністю забудови, планування, архітектурного обличчя, якістю міського середовища та ін. Будівництво велося на підставі канонів функціоналізму, що призвело до перетворення міст на безликі стандартизовані поселення поблизу підприємств. Держава виходила з мінімізації витрат на розвиток соціальної інфраструктури і гарантій забезпечення підприємств робочою силою. Це призвело до продовження екстенсивного зростання міст до початку 1990-х рр., що відповідало тенденціям, притаманним для країн, що тільки почали розвиватися, тоді як у Європі вже почалися відцентрові процеси у містобудуванні і розселенні.
Зелені насадження позитивно впливають на психологічний стан, психічне та соматичне здоров'я, покращують мікроклімат (затримуючи пил і сонячне проміння), зменшують шумове забруднення. Озеленення проводять вздовж вулиць, створюючи сквери, районні сади, міські парки, лісопаркові зони. 50 % житлової території повинні займати зелені насадження, на 1 жителя(-ку) міста повинно припадати не менше 30 — 50 м² насаджень.

### Проєктування
Ієрархія об'єктів і рівнів містобудівного проєктування:
| № п/п | Об'єкти проєктування і територія охоплена об'єктом | Види проєктних робіт                                                       |
| ----- | --- | -------------------------------------------------------------------------- |
| 1.    | Єдина система розселення країни — територія України | Генеральна схема розселення України                                        |
| 2.    | Регіональні системи розселення | Регіональні схеми розселення: М 1:2500 000; М 1:500 000                    |
| 3.    | Субрегіональні системи розселення — території областей, автономної республіки Крим і локальні — адміністративні райони і їх групи, агломерації і групові системи населених місць | Схеми і проєкти районного планування: М 1:300 000; М 1:100 000; М 1:25 000 |
| 4.    | Міста, селища, промислові вузли, групи сільськогосподарських підприємств | Генеральний план: М 1:25 000; М 1:5 000                                    |
| 5.    | Житлові і промислові комплекси, громадські центри, зони відпочинку та інші елементи міста                                                                                        | Проєкт детального планування (ПДП) проєкт забудови: М 1:5 000; М 1:2 000   |

## Додаткова література

### Книги
- Серія книг Routledge Research in Planning and Urban Design (Routledge, 2014-2023+)
- Серія книг Routledge Library Editions: Urban Planning (Routledge, 1970-2020+)
- Серія книг The Urban Book Series (Springer Nature, 2016-2023+)

### Журнали
- Містобудування та територіальне планування
- Landscape and Urban Planning (Elsevier)
- Urban Forestry & Urban Greening (Urban und Fischer Verlag, Elsevier)
- Journal of the Urban Planning and Development Division (ASCE)
- Proceedings of the Institution of Civil Engineers: Urban Design and Planning (ICE Publishing)
- Urban Studies (SAGE Publications)
- Journal of Urban Economics (Academic Press, Elsevier)
- International Journal of Urban and Regional Research (Wiley-Blackwell)
- Computers, Environment and Urban Systems (Elsevier)
- Journal of Urban Health (Springer Science+Business Media, Springer Nature)

- Nature Sustainability (Nature Portfolio, Springer Nature)